# Manías (canción)
«Manias» es una canción compuesta por Raúl Ornelas e interpretada por la cantante mexicana Thalía y lanzada como el primer sencillo de Habítame siempre, el undécimo álbum de estudio de la cantante. "Manías" fue grabado el 21 de septiembre de 2012 en el show en vivo que otorgó en la ciudad de Nueva York. La canción fue publicada el 8 de octubre de 2012 en la tienda electrónica Amazon.com..

## Historia
«Manías» es una canción que habla de la ausencia de una persona, pero que se queda en tu interior debido a todas esas manías que compartió y dejó grabadas en ti. Thalía quedó prendada de ella y le dio su interpretación de una forma espectacular, es una de las canción de su material discográfico Habítame siempre que le dedica a su madre Yolanda Miranda fallecida el año anterior.[cita requerida]
Sobre «Manías» Thalía dijo que siempre le cautivó para que fuera el primero en promoción y sostuvo que al escucharlo "Sientes una sensación de vacío, de algo en tus extrañas que de momento no quedó resuelto, de una relación que culminó, de un cambio de trabajo, de país, de ir cambiando de piel".[cita requerida]
“Es un tema muy fuerte... Una canción de sentimientos encontrados e interpretarla me llenó de una emoción indescriptible”, señaló la intérprete a través de un comunicado del sello Sony Music Latin.[cita requerida]
“Muchas de las canciones de esta nueva producción fueron grabadas recordando a mi madre”, contó la artista. «Manías» es un tema muy fuerte y es una de las canciones que le dedicó a ella”.[cita requerida]
El tema fue estrenado en el Hammerstein Ballroom de Nueva York, un evento privado al que asistieron amigos y fanáticos de la intérprete y que fue grabado para la producción de un especial de televisión.
También así mismo Thalía el 24 de octubre interpretó Manías en el programa Sábado Gigante.[cita requerida]
Existe una versión en portugués interpretada por Thalía con el mismo título.

## Presentaciones en vivo
Thalía interpretó la canción en un concierto especial de TV en el que presentó una pequeña parte de su disco, además de interpretar algunos de los éxitos más representativos de su carrera. Su concierto fue transmitido por la cadena Univision en los Estados Unidos el 18 de noviembre de 2012 y por la cadena Televisa en México el 24 de noviembre. El concierto se llevó a cabo en el Hammerstein Ballroom de la ciudad de Nueva York el 21 de septiembre de 2012. Durante el concierto, Thalía reveló que "Manías" sería lanzado como el primer sencillo de su álbum.
También interpretó la canción en el aniversario de Univision para el programa "Sábado Gigante", el 27 de octubre de 2012 y algunas semanas después en La Voz, un reality show de talentos y competencia de canto de la televisión mexicana.
Durante su gira promocional en España, Thalía presentó la canción al público español en una impresionante actuación en vivo en los premios anuales Cadena Dial, que tuvieron lugar en Tenerife el 13 de marzo de 2013. También incluyó la canción en el setlist de su VIVA! Tour. En total, ha interpretado públicamente la canción 5 veces hasta la fecha.

## Video
El vídeo musical oficial se estrenó en VEVO el 9 de noviembre de 2012. Cuenta con escenas de fondo de la grabación de la canción de Thalía en el estudio. El video musical es muy sencilla producido y representa la evolución artística de Thalía y su necesidad de comunicarse con su público a través de su voz únicamente, en lugar de su imagen.
El 18 de diciembre de 2012 Thalía saco otra versión del video. El video se grabó en el concierto privado que la artista sostuvo en el Hammerstein Ballroom de Nueva York en el mes de septiembre de 2012 en el marco del especial de televisión que salió al aire el 18 de noviembre. 
Además de este video oficial, también ha circulado un video “detrás de cámaras en el estudio” que ha sido de mucho agrado para los fanes de Thalia, el cual muestra lo que ocurre en el estudio durante el proceso de grabación de la canción.[cita requerida]
El 9 de mayo de 2013 Thalía presentó Manías en su nominación a los Premios Juventud. La presentación es con temática playa, en el cual Thalía luce un look rubio y moreno. La presentación fue subida a su canal VEVO días después de dicho premio.

## Desempeño Comercial
En México, el sencillo digital de la pista había vendido más de 30.000 copias al 16 de febrero de 2013, siendo certificado como oro por AMPROFON y luego fue certificado como platino, por ventas de más de 60.000 copias.

## Remixes
1. Manías (Álbum Versión)
2. Manías (Portugués Versión)
3. Manías (Bachata Remix)
4. Manías (Jump Smokers Radio Edit)
5. Manías (Jump Smokers Club Mix)
6. Manías (Dance Remix)

## Listas de popularidad
| Lista (2012)                       | Mejor posición |
| ---------------------------------- | -------------- |
| Spanish Airplay Chart (PROMUSICAE) | 35             |
| Mexican Airplay Chart (Billboard)  | 1              |
| México (Monitor Latino)            | 4              |
| US Billboard Latin Pop Songs       | 14             |
| US Billboard Hot Latin Songs       | 26             |
| US Billboard Latin Digital Songs   | 12             |

## Historial de lanzamientos
| Región         | Datos                 | Formato                        |
| -------------- | --------------------- | ------------------------------ |
| Worldwide      | 8 de octubre de 2012  | Digital download               |
| América Latina | 8 de octubre de 2012  | Digital download, Radio single |
| Europa         | 9 de octubre de 2012  | Digital download, Radio single |
| México         | 20 de octubre de 2012 | Radio single, Sencillo en CD   |
| Estados Unidos | 22 de octubre de 2012 | Spanish Contemporary radio     |